# Buttapietra
Buttapietra é uma comuna italiana da região do Vêneto, província de Verona, com cerca de 5.800 habitantes. Estende-se por uma área de 17,19 km², tendo uma densidade populacional de 341 hab/km². Faz fronteira com Castel d'Azzano, Isola della Scala, Oppeano, San Giovanni Lupatoto, Verona, Vigasio.

## Demografia
| Variação demográfica do município entre 1861 e 2011                               |
|                                                                                   |
| Fonte: Istituto Nazionale di Statistica (ISTAT) - Elaboração gráfica da Wikipedia |